# 魚木忠一
魚木 忠一（うおき ただかず、1892年7月31日 - 1954年12月10日）は、日本のプロテスタント神学者、同志社大学神学部および大学院神学研究科教授、文学博士。

## 経歴
愛媛県松山市三番町生まれ。松山夜学校（現・松山学院高等学校）に5年間通った後同校教師となり、西村清雄校長から人格と学業において大きな影響を受ける。1917年同志社大学神学部に入学。卒業後1922年から米国シカゴ大学、ユニオン神学校、コロンビア大学、さらにドイツ・マールブルク大学神学部で学び、特にユニオン神学校ではA・C・マッギファートの影響を受けた。帰国後の1927年に同志社大学文学部神学科講師、1930年に教授となる。
1941年10月に神戸教会で開催された日本基督教団第三部第一回総会で按手礼を受け、同教団信仰職制委員や教師検定委員を務めた。1943-44年には日本西部神学校にも出講した。
戦後の1952年に同志社大学宗教部長、1954年7月神学部長に就任したが、志半ばにして脳出血で急死した。
佐藤優は魚木を「日本における20世紀最大の神学者」と高く評価しているが、中村敏は「時局に迎合した日本的基督教の運動を担った」と批判するなど、その評価は定まっていない。

## 著作
- 『近世基督教会史概観』（基督教研究会、1934年）
- 『日本基督教の精神的伝統』（基督教思想叢書刊行会、1941年）
- 『日本基督教の性格』（日本基督教団出版局、1943年）
- 『基督教精神史研究』（全国書房、1948年）
- 『新島襄・人と思想』（同志社大学出版部、1955年）